# Solution .45
Solution .45 era un supergrupo de death metal melódico proveniente de Suecia, creado por el guitarrista Jani Stefanovic y el exvocalista  de Scar Symmetry Christian Älvestam. El resto del grupo estaba integrado por el baterista Rolf Pilve y el guitarrista Ronnie Björnström.

## Historia
A finales de 2007 Jani Stefanovic forma Solution .45, con Christian Älvestam, que había salido de Scar Symmetry en 2008. Jani declara que a pesar de la presencia de Christian en la banda, no sería un clon de Scar Symmetry, ya que las canciones habían sido preparadas algún tiempo antes de su llegada.
En el otoño de 2008 un demo de 8 pistas fue producido por Tomas Johansson, titulado Clandestinity Now, disponible a través de Internet.
En septiembre de 2009, el grupo ingreso en Panic Room Studios para grabar su primer álbum de larga duración For Aeons Past, con el vocalista de Dark tranquillity, Mikael Stanne, el cual colaboró con las letras de las canciones para el Álbum y en la voz en las pistas
"Bladed Vaults" y "On Embered Fields Adust." El disco fue terminado y masterizado en diciembre de 2009. Fue emitido el 9 de abril de 2010 en Europa, y 11 de mayo en América del Norte.
Tras varios años de silencio y algunos cambios en la formación el grupo vuelve a ser noticia en 2015 con la salida del segundo disco Nightmares in the Waking State: Part I y posteriormente también su segunda parte  Nightmares in the Waking State: Part II.

## Discografía
- Spirit Side Dreaming (2010)
- For Aeons Past (2010)
- Nightmares in the Waking State: Part I (2015)
- Nightmares in the Waking State: Part II (2016)

## Miembros
- Christian Älvestam - voz.
- Jani Stefanovic - guitarra, bajo.
- Rolf Pilve - batería.
- Ronnie Björnström - guitarra.

### Miembros anteriores
- Mikko Härkin - teclados.
- Anders Edlund - bajo.
- Patrik Gardberg - guitarra.
- Tom Gardiner - guitarra.